# إيس أتورني إنفستيغيشنز: مايلز إدجوورث
إيس أتورني إنفستيغيشنز: مايلز إدجوورث (بالإنجليزية: Ace Attorney Investigations: Miles Edgeworth) (باليابانية: 逆転検事 غياكتين كينجي) هي لعبة فيديو مغامرات من إنتاج كابكوم، وهي جزء فرعي من سلسلة إيس أتورني.

## القصة
بعد عودته من سفره، يحل مايلز أدجوورث قضايا مرتبطة بشبكة تهريب من كودوبيا.

## الشخصيات
- مايلز إدجوورث
- كاي فاراداي
- ديك غامشو
- فرانزيسكا فون كارما
- شي-لونغ لانغ
- شي-نا
- تيريل باد
- ماني كوتشين
- ويندي أولدباغ

### زيارة الإنقلاب
- ماغي بيرد
- وينستون بين
- جاك بورتسمان
- بادي فيث

### طيران الإنقلاب
- زينك لابلانك
- أكبي هيكس
- رودا تينيرو
- كامي ميل

### إختطاف الإنقلاب
- إرنست أمانو
- لانس أمانو
- أوليفر ديكون
- مايك ميكينز
- لورن بوبس
- إيما سكاي

### إنقلاب الذكرى
- بيرن فاراداي
- القاضي
- مانفريد فون كارما
- دايد مان
- ماك ريل
- سيسي يو
- كاليستو يو

### حريق الإنقلاب
- كوركوس ألبا
- كولياس بالينو
- كا-شي نو
- لاري باتز

## وصلات خارجية
- إيس أتورني إنفستيغيشنز: مايلز إدجوورث في قاعدة بيانات الرواية المرئية